# Benno Portmann
Benno Portmann (* 19. Januar 1969 in Recklinghausen) ist ein deutscher Politiker (CDU). Von November 2021 bis Juni 2022 war er Abgeordneter im Landtag Nordrhein-Westfalen.

## Leben
Portmann absolvierte 1988 sein Abitur am Theodor-Heuss-Gymnasium in Recklinghausen. Anschließend leistete er Wehrdienst und studierte Physik an der Ruhr-Universität Bochum. Nachdem er sein Studium als Diplom-Physiker abgeschlossen hatte, arbeitete er als wissenschaftlicher Mitarbeiter am Lehrstuhl für Biophysik der Ruhr-Universität Bochum. 2003 begann er schließlich sein Lehramtsreferendariat als Lehrer für Mathe und Physik in Gelsenkirchen, das er 2005 mit dem zweiten Staatsexamen abschloss. Seither war er bis zum Antritt seines Landtagsmandats im November 2021 als Lehrer für Mathematik und Physik am Berufskolleg Castrop-Rauxel tätig. Dorthin kehrte er nach seinem Ausscheiden aus dem Landtag im Juni 2022 auch wieder zurück.
Portmann ist evangelisch, verheiratet und hat eine Tochter.

## Politik
Portmann trat 1985 in die Junge Union ein. Seit 1987 ist er Mitglied der CDU. Von 1990 bis 1996 war er Vorsitzender des JU-Stadtverbandes Recklinghausen. Seit 1994 ist er Mitglied des Rates der Stadt Recklinghausen, wo er seit 2020 Vorsitzender der CDU-Fraktion ist, und seit 2004 Vorsitzender des CDU-Stadtverbandes Recklinghausen. Seit 2009 ist er Mitglied im Kreistag des Kreises Recklinghausen, wo er von 2014 bis 2020 Fraktionsvorsitzender der CDU-Fraktion war.
Bei den Landtagswahlen 2010, 2012 und 2017 kandidierte er auf der Landesliste und im Landtagswahlkreis Recklinghausen I. Am 2. November 2021 rückte er für Stefan Nacke in den Landtag Nordrhein-Westfalen nach. Bei der Landtagswahl 2022 kandidierte er nicht erneut. Daraufhin kehrte er im Juni 2022 wieder in den Schuldienst zurück.